# Sphaerodactylus armasi
Espèce
Statut de conservation UICN

 EN B1ab(iii) : En danger
Sphaerodactylus armasi est une espèce de geckos de la famille des Sphaerodactylidae.

## Répartition
Cette espèce est endémique de l'extrême Sud-Est de Cuba.

## Étymologie
Cette espèce est nommée en l'honneur de le zoologiste cubain Luis F. de Armas.

## Publication originale
- Schwartz & Garrido, 1974 : A new Cuban species of Sphaerodactylus (Gekkonidae) of the nigropunctatus complex. Proceedings of the Biological Society of Washington, vol. 87, p. 337-343 (texte intégral).